# Case IH
A Case IH é uma marca de equipamentos agrícolas. Foi criada em 1985 quando a Tenneco comprou alguns ativos da divisão agrícola da International Harvester e os incorporou com a JI Case Company (a própria IH passou a chamar-se Navistar). Hoje, a Case IH é propriedade da CNH Industrial, que por sua vez é controlada por uma empresa de investimentos, a italiana Exor, que pertence à família Agnelli.

## Produtos
A Case IH comercializa equipamentos agrícolas, serviços financeiros, assim como sobresselentes e serviços de assistência aos agricultores, através duma rede de revendedores e concessionários.
Pioneira no desenvolvimento de diversos produtos e soluções agrícolas, a Case IH é uma das marcas mais premiadas na construção de tratores; ceifeiras debulhadoras; equipamento para feno e forragem; soluções para a lavoura; sistemas de plantio e semeadura; pulverizadores e aplicadores; e ferramentas de agricultura de precisão.
Alguns dos modelos mais famosos da Case IH incluem a ceifeira-debulhadora Axial-Flow, os tratores da Série Magnum, Steiger e Farmall.

## História

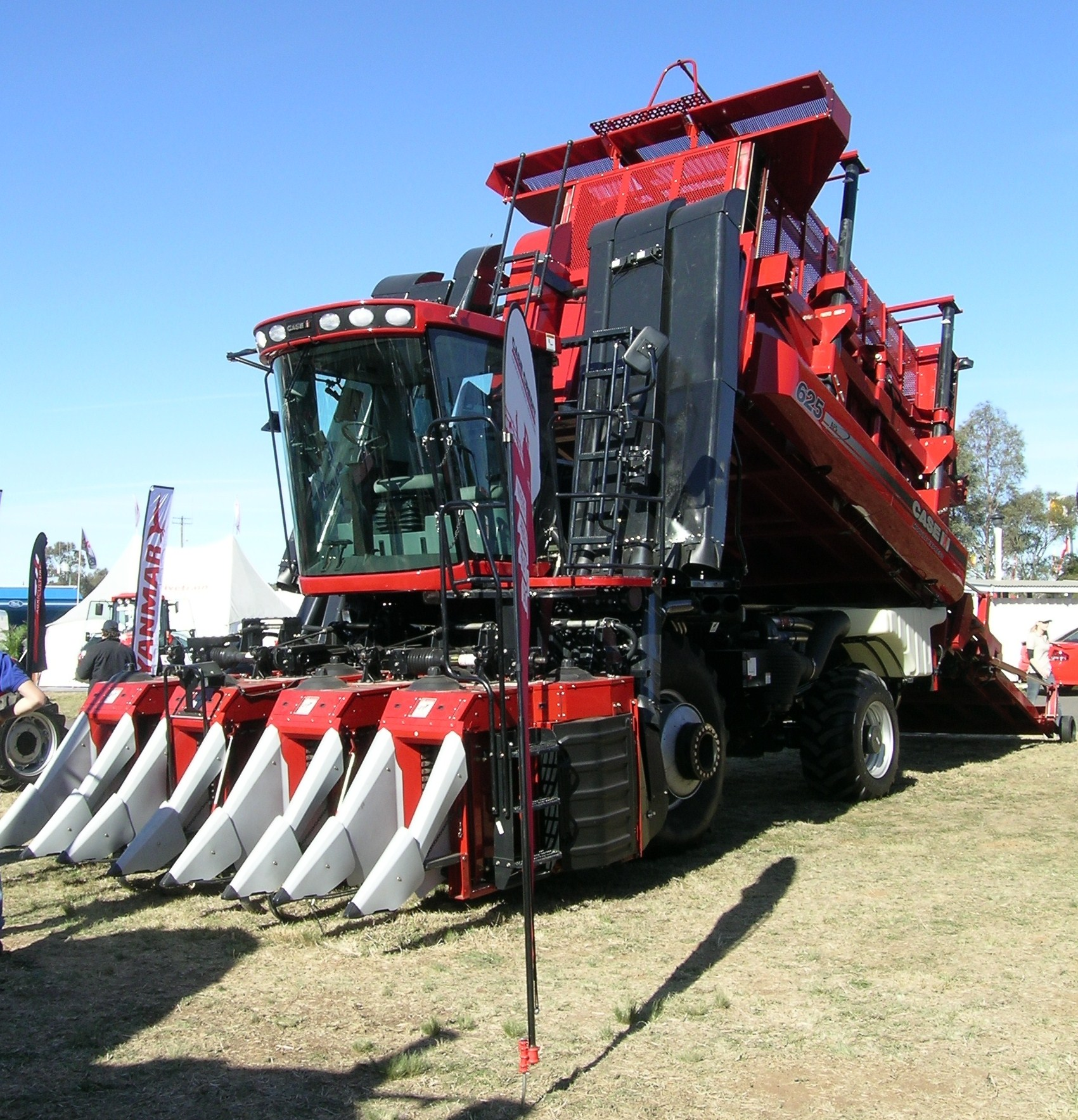
O Case IH 625 Module 625 apanha e simultaneamente constrói módulos de algodão

A história da Case IH começou quando em 1842, Jerome Case fundou a Racine Threshing Machine Works com base na sua inovadora debulhadora.
As máquinas da CASE separavam os grãos e debulhavam dez vezes mais trigo que os métodos manuais, isto representou um avanço que mudaria o curso da história da mecanização agrícola mundial.
Em 1869, a CASE expandiu-se para o negócio dos motores a vapor, adotando a partir de então como marca a “Old Abe” – o poderoso símbolo patriótico da Guerra Civil Americana. Em 1886, já era o maior fabricante mundial de motores a vapor. 
O fundador da empresa faleceu em 1891 aos 72 anos e, em 1892, a Case foi a primeira empresa a construir um trator movido a diesel.
Em 1911, a JI Case Company colocou três automóveis no primeiro Indianápolis 500.
Em 1967, a Tenneco comprou a JI Case, continuando a comercializar os produtos com o nome CASE.
CRONOLOGIA: 1970 - 2016
- 1970 lançamento mundial da primeira Série IH: modelos 454 e 574.
- 1971 os IH 946 e 1046 são lançados e construídos na Alemanha.
- 1972 os CASE 2470 e 2670 Traction King são introduzidos com rodas do mesmo tamanho e tração 4WD.
- 1973, a IH adquire o fabricante britânico David Brown, entrando desta forma no mercado inglês.
- 1977 a IH lança as Séries 84, 955 e 1055.
- 1977 a IH lança as Ceifeiras-Debulhadoras Axial-Flow.
- 1979 lançamento dos tratores David Brown Série 90, construídos em Yorkshire e Racine.
- 1979 os tratores IH articulados 2 + 2 foram lançados nos EUA.
- 1981 foi lançado o IH 1455XL.[3]
- 1981 foi lançada a primeira Série de Modelos IH 85, incluindo a opção de cabine XL.
- 1981 o IH 5288 é lançado nos EUA.
- 1983 o nome David Brown desaparece com a introdução dos tratores da Série 94.
- 1985 a Tenneco compra a IH nas últimas semanas de 1984 e uma nova identidade corporativa nasce com o nome Case IH.
- 1986 a Case IH compra a Steiger.
- 1987 lançamento da Série Case IH Magnum 7100, o primeira a adotar o novo nome.
- 1988 a fábrica da David Brown em Meltham, Yorkshire é fechada.
- 1988 lançada a série Case IH Steiger 9100.
- 1990 lançada a Série Case IH Maxxum 5100, construída na antiga fábrica da IH em Neuss, Alemanha.
- 1993 foi introduzido o Case IH Maxxum 5150 Plus.
- 1995 lançamento da Série Case IH 9300.
- 1996 a Case IH compra a Steyr na Áustria e adiciona os modelos CS ao seu portfólio.
- 1996 lançamento da Gama Case IH Maxxum Pro.
- 1997 lançado o Case IH Quadtrac 9370 com quatro unidades de rastos de borracha.
- 1997 lançada a Série Case IH Magnum Pro.
- 1997 lançada a Série Case IH MX Maxxum, construída em Doncaster.
- 1999 lançamento da Série Case IH Magnum MX construída em Racine.
- 1999 a Case IH é comprada pela Fiat formando a nova CNH.
- 2000 a Série Case IH STX é lançada.
- 2002 foram lançados os novos tratores Case IH com transmissão CVX de variação contínua, construídos pela Steyr.
- 2003 lançamento dos modelos Case IH MXM Maxxum, construídos em Basildon para substituir a Gama MX agora construída pela McCormick.
- 2003 a Série Case IH MXU Maxxum é lançada com a nova cabine Horizon.
- 2006 a produção da maioria dos tratores Case IH mudou-se de Basildon para a fábrica de St. Valentin, na Áustria.
- 2006 lançamento da nova Série Puma.
- 2006 lançamento dos novos modelos Magnum.
- 2010 Magnums mais poderosos com potências até 389cv.
- 2015 introduzidos os Case IH Magnum Rowtrack.
- 2015 lançados os modelos Case IH Optum.
- 2016 revelado trator concept autónomo.[4]
- 2019 lançamento do novo Case IH Vestrum.

Fusão com a Divisão Agrícola da International Harvester para se tornar Case IH. Em 1984, a Tenneco Case assumiu o controlo da divisão agrícola da International Harvester. Estes mudaram o seu nome para Case International no início, tendo depois abreviado para Case IH.
A International Harvester tinha passado por vários tumultos financeiros desde 1980, mas continuava a ser um dos maiores construtores Mundiais. A fusão das duas linhas de produção juntou o melhor das duas construtoras, passando a ter no portfólio uma linha completa de equipamentos agrícolas, o que provavelmente salvou ambas as empresas de se tornarem vítimas da recessão agrícola dos anos 80.
Em 1986, a Case IH comprou a Steiger Tractor e começou a produzir os seus tratores com tração 4WD sob o nome Case IH.
Em 1987, a Case IH lançou a Série Magnum, o primeiro trator a ser construído pela Case e International Harvester juntas.
Em 1989, a Case IH lançou a Série Maxxum.
Em 1995, a Case IH torna-se o primeiro construtor agrícola a lançar um Sistema Tecnológico de Precisão Agrícola, o Advanced Farming System.
Em 1996, a Case IH lança o primeiro Steiger Quadtrack.
Em 1997, a Case IH adquiriu a Fortschritt. A Fortschritt era uma marca da Alemã de tratores, debulhadoras e outras máquinas agrícolas fabricadas pela VEB Fortschritt (parte da IFA) em Neustadt, Saxonia.
Fusão com a New Holland para criar a CNH Global
Em 1999, a Case IH fundiu-se com a New Holland Ag formando a CNH Global. A proprietária maioritária da CNH Global é a Fiat Industrial.
Em 2005, o trator STX500 Steiger Quadtrac quebrou o recorde mundial de aragem, transformando 792 acres (3.21 km2) de terra agrícola em apenas 24 horas.
Em 2006, o logótipo da Case IH foi exibido em alguns Ferraris como parte do Ferrari Panamerican 20.000 - uma jornada que levou novos Ferraris por 16 países e 32.000 km durante um tour de 84 dias. O logótipo "IH" da Case IH representa a visão frontal de um agricultor operando um trator. O "I" simboliza o operador de um trator e é conhecido como o driver vermelho "I".
2007 50º aniversário do trator Steiger.
Atualmente, a CNH Global continua a fabricar tratores da marca Case IH. Todos os equipamentos Case IH podem usar biodiesel (B5) de fornecedores aprovados e quase metade dos modelos vendidos globalmente são aprovados, seguindo os protocolos adequados, para biodiesel 100 por cento (B100).

## Localização das fábricas
- Benson, Minnesota - Debulhadoras de algodão
- Ferreyra, Argentina - Ceifeiras-debulhadoras,[10] tratores Puma[11]
- Curitiba, Brasil - Tratores Farmall, Maxxum e Magnum
- Grand Island, Nebraska - Ceifeiras-debulhadoras, Windrowers
- Jesi, Itália - Tratores
- Fargo, Dakota do Norte - Tratores
- Piracicaba, Brasil - Debulhadoras, Pulverizadores, Debulhadoras e Plantadoras de cana de açúcar
- Racine, Wisconsin - Tratores
- Saskatoon, Saskatchewan - Equipamentos de colheita
- Sorocaba, Brasil - 7230, 8230 e 9230 Debulhadoras
- St. Valentin, Áustria - Tratores
- Burlington, Iowa
- Basildon, Inglaterra - Tratores
- Goodfield, Illinois - Equipamento de cultivo
- New Holland, Pensilvânia - enfardadeiras redondas, enfardadeiras quadradas, debulhadoras de forragem, cortadores de disco condicionadores e espalhadores
- TürkTraktör, Türkiye - Tratores
- CNH Industrial (Índia) Pvt limitada - Tratores e equipamentos de colheita
- Burr Ridge, Illinois - Centro Técnico
- Querétaro, México - Tratores
- HEPCO, Irã - Debulhadoras de cana-de-açúcar

## Galeria

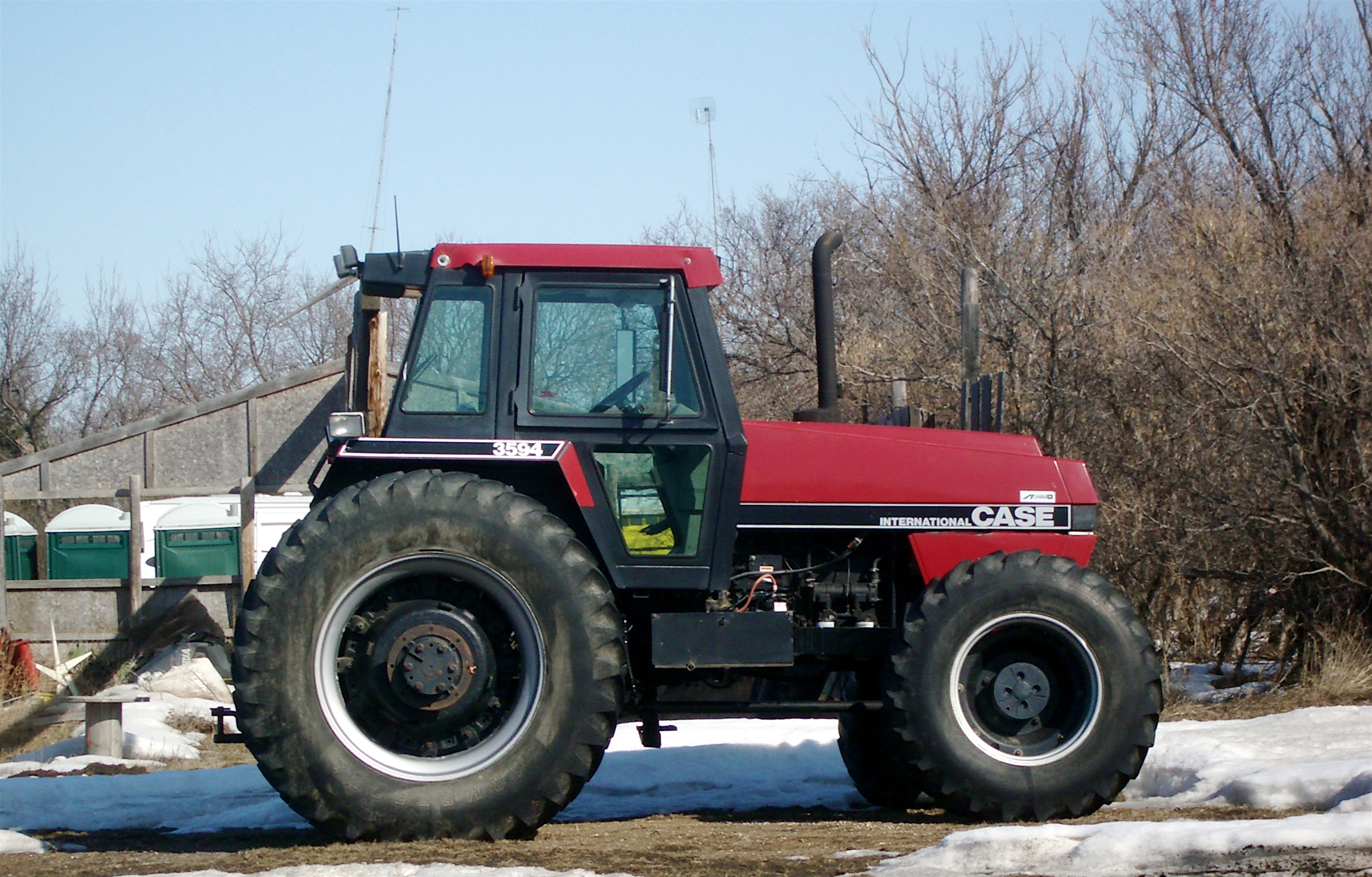
Trator Case IH 3594
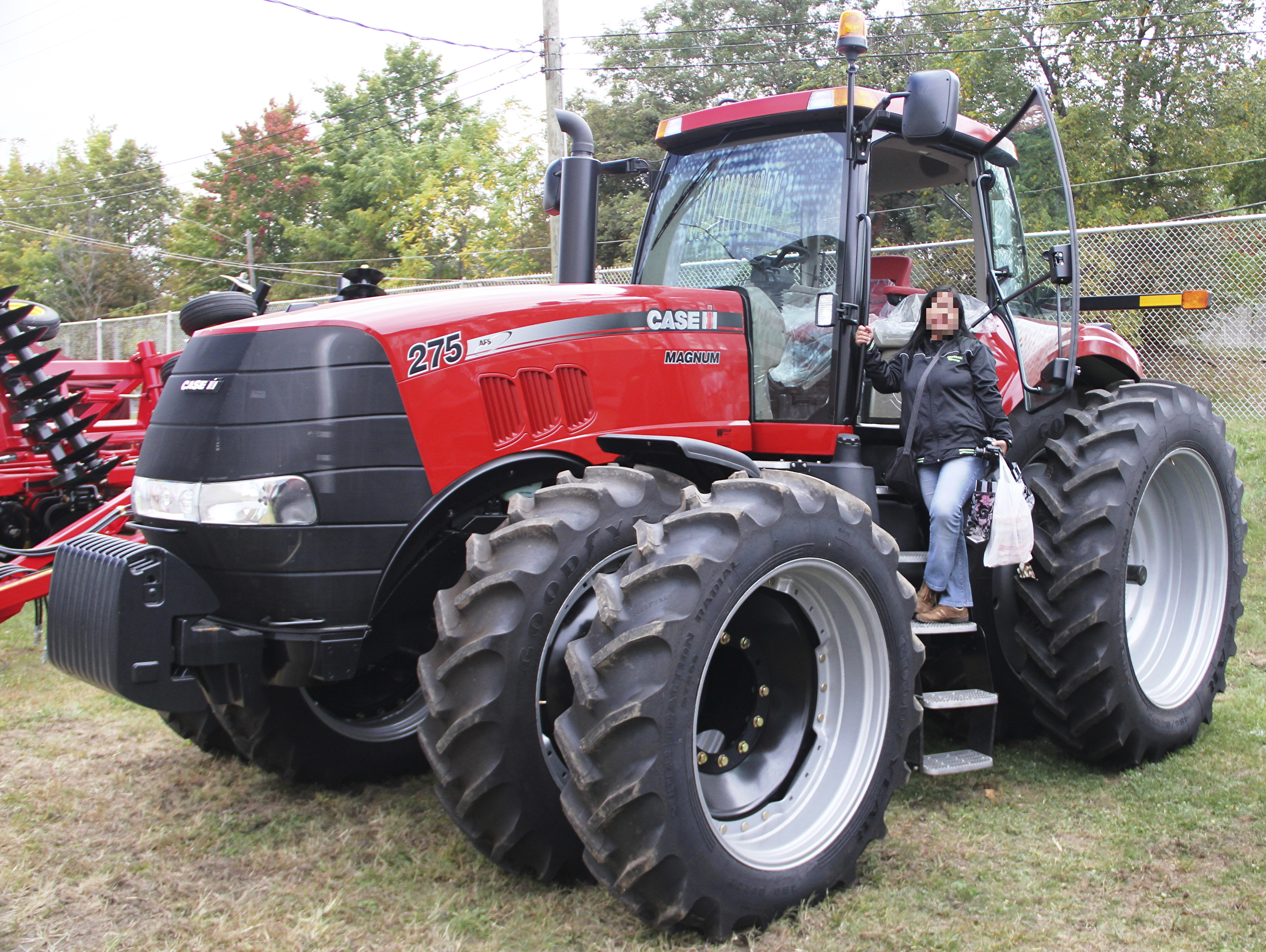
Case IH Magnum 275 AFS
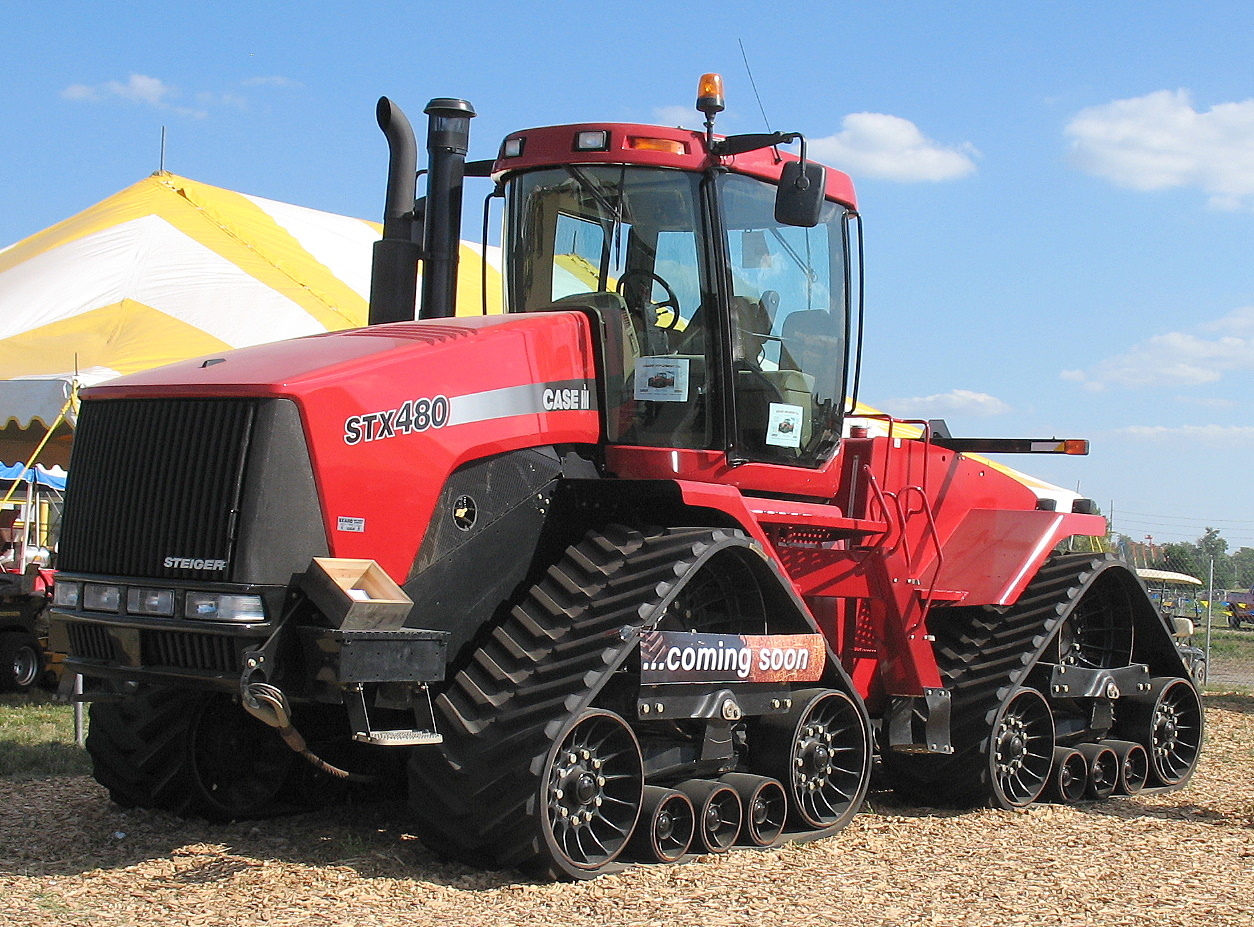
Trator Case IH Steiger STX 480
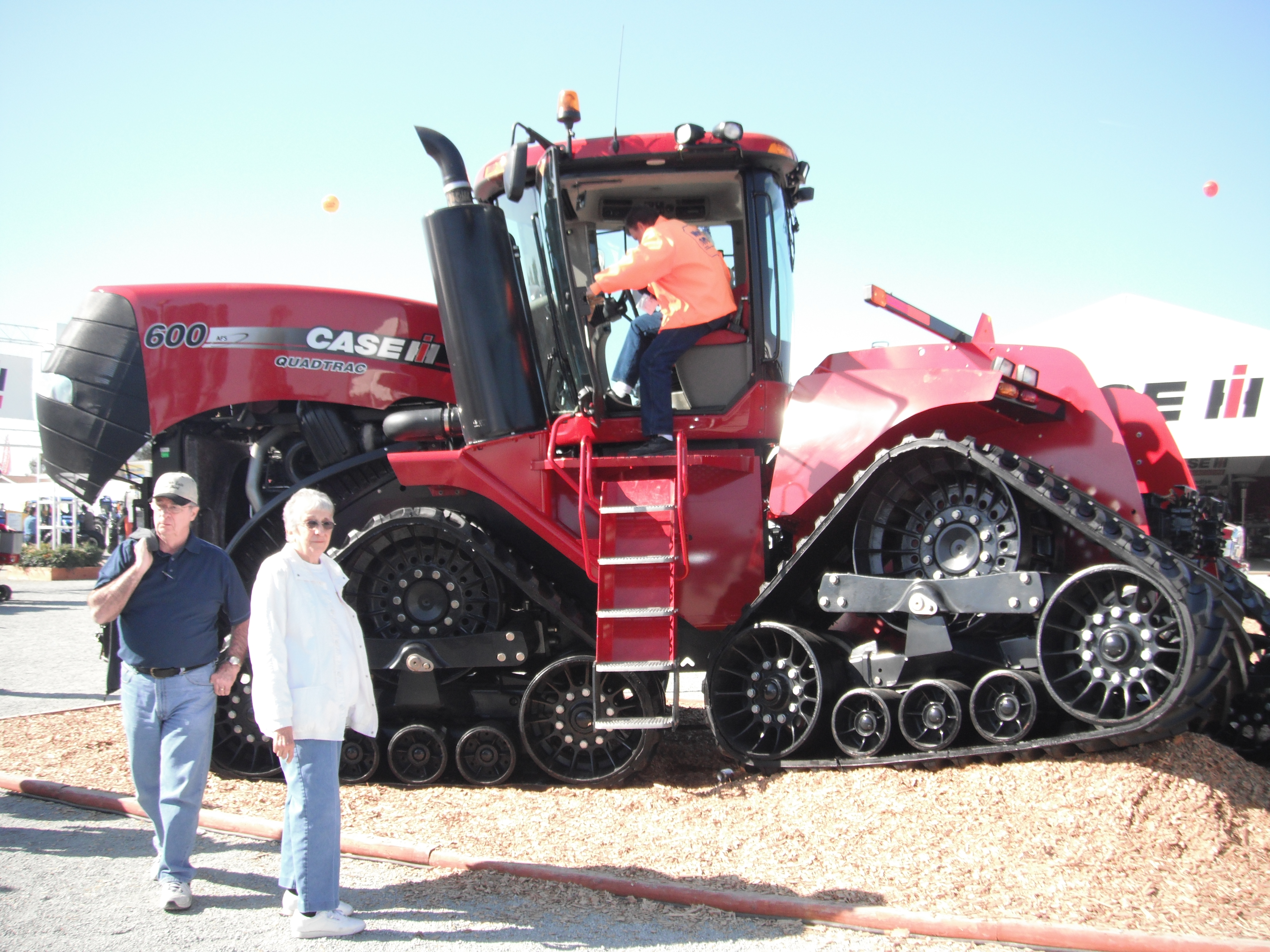
Case IH QuadTrac AFS 600
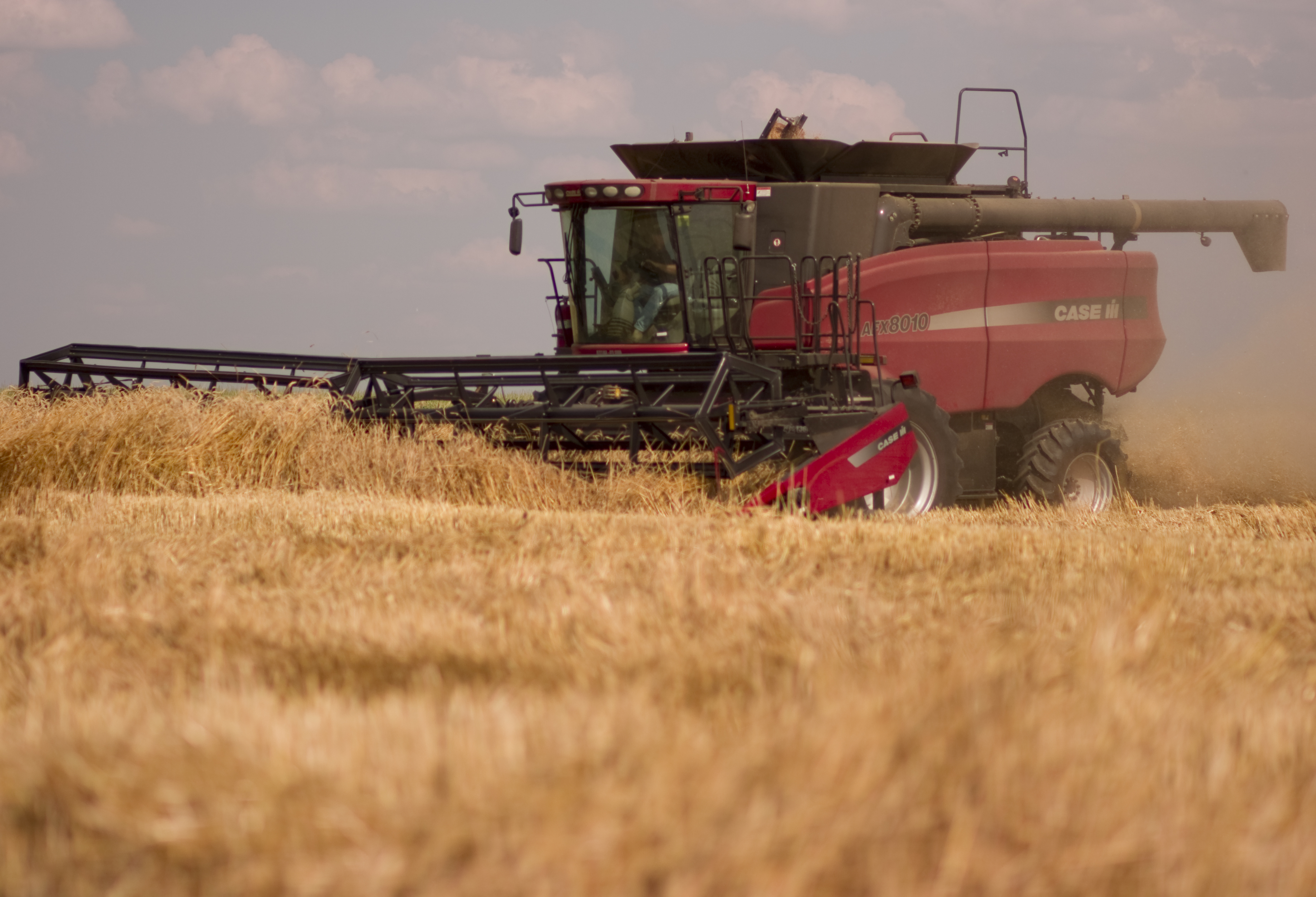
Ceifeira-Debulhadora Case IH AFX 8010
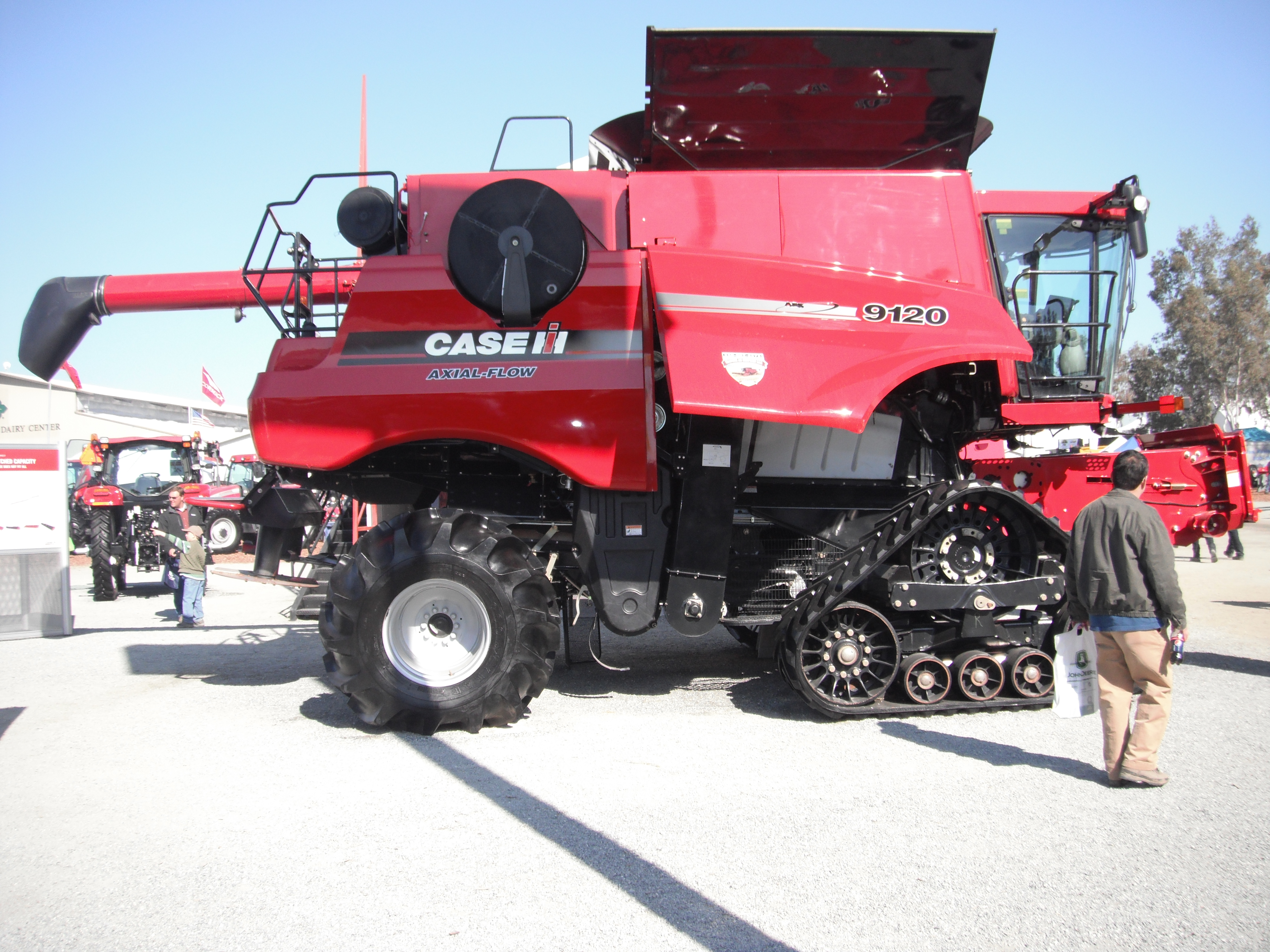
Ceifeira-Debulhadora Case IH Axial-Flow AFX 9120